# エルネスト・ローラン
エルネスト・ローラン（Ernest Laurent、1859年6月8日 - 1929年6月25日）はフランスの画家である。新印象派の画家、ジョルジュ・スーラやエドモン＝フランソワ・アマン＝ジャンとともに学んだ画家である。人物画を多く描き、 象徴主義の展覧会「薔薇十字サロン展」(salons de la Rose-Croix ) にも参加した。

## 略歴
パリ近隣のジャンティイの富裕な家に生まれた。1879年にエコール・デ・ボザール（パリ国立高等美術学校）に入学し、アンリ・レーマンに学んだ。当時レーマンの教室にはジョルジュ・スーラやエドモン＝フランソワ・アマン＝ジャンが学んでいた。彼らと共同でスタジオを借り、1979年の第4回印象派展を観覧し、新古典派の画家、ドミニク・アングルの弟子であった教師のレーマンのアカデミック美術のスタイルを離れることになった。スーラは科学者のミシェル＝ウジェーヌ・シュヴルールの色彩理論に基づいて「点描」の技法に進むことになった。ローランはスーラのグループを離れ、ピエール・ピュヴィス・ド・シャヴァンヌの影響を受けて象徴主義なスタイルの作品を描くようになった。
1882年からサロン・ド・パリに出展し、1885年に出展した作品は政府に買い上げられた。その資金でイタリアを訪れ、1889年にはローマ賞も受賞し、1890年からローマの在ローマ・フランス・アカデミーでエルネスト・エベールに学んだ。 
フランスに戻った後、象徴主義的な作品も描き、ジョゼファン・ペラダンの主宰する「薔薇十字サロン展」(salons de la Rose-Croix) にも出展した。アマン＝ジャンやアンリ・マルタンといった画家と同じように、都会的な女性像を題材に選ぶようになった。パリの画廊でマルタンやアンリ・ル・シダネルと展覧会が開かれた。
1919年に芸術アカデミーのメンバーに選出され、1919年から1929年までエコール・デ・ボザールの教授を務めた。

## 作品

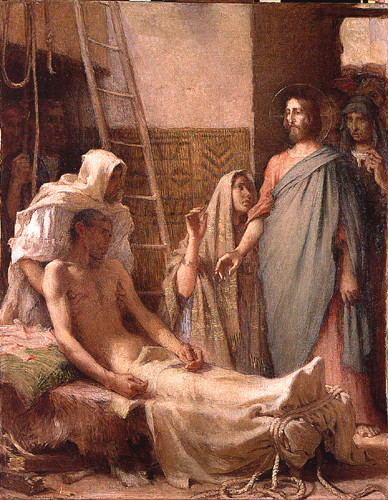
病人を癒すイエス(1889)
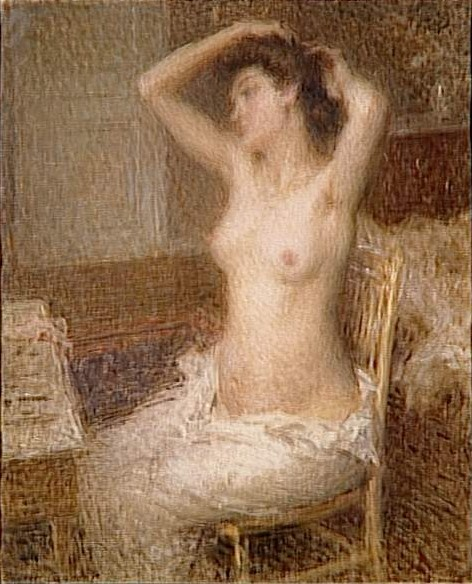
「化粧する女性」(c.1910)
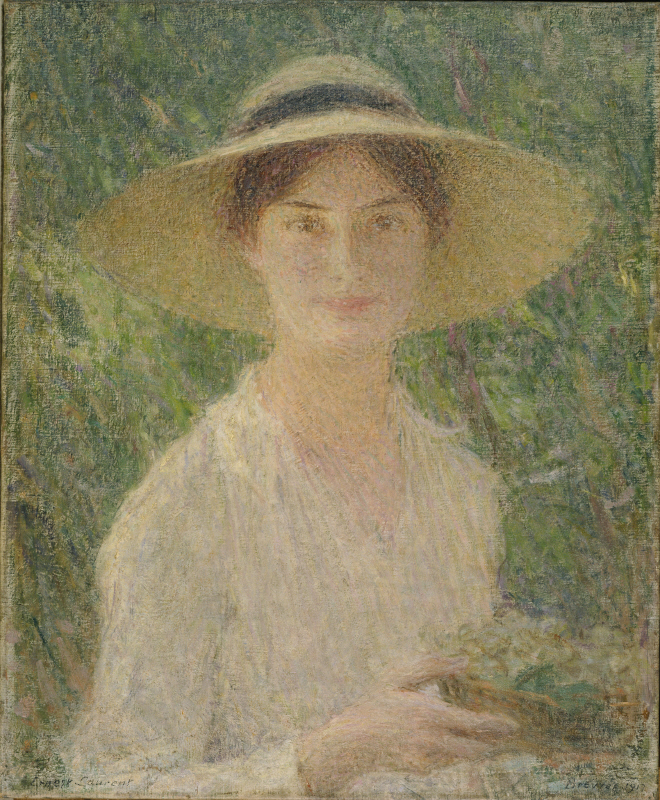
若い女性の肖像画 (c.1910)
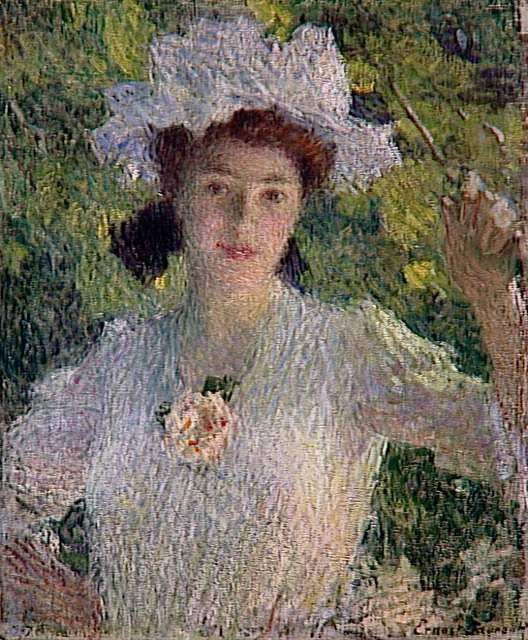
"Sous les branches"(c.1910)

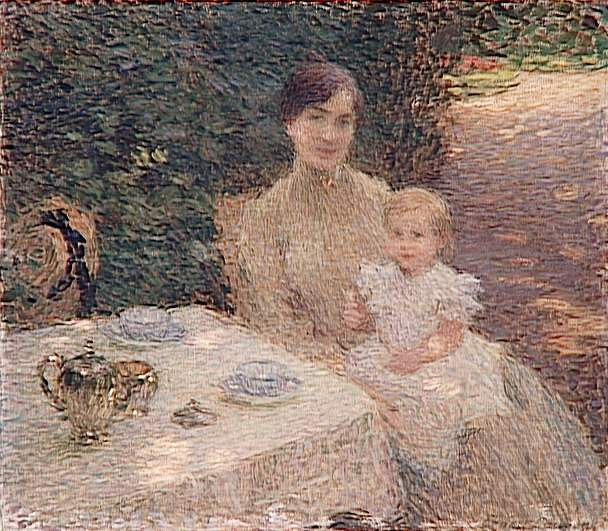
庭園で (c.1910)
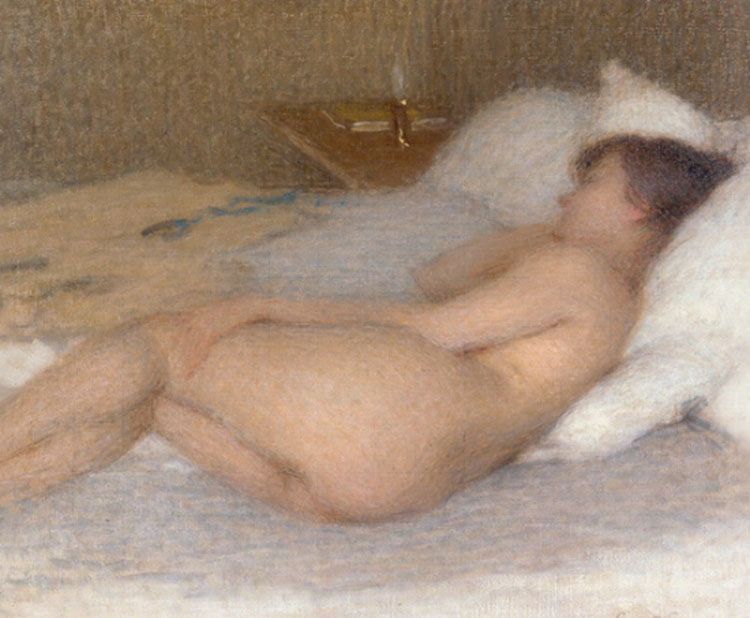
ヌード (1915)
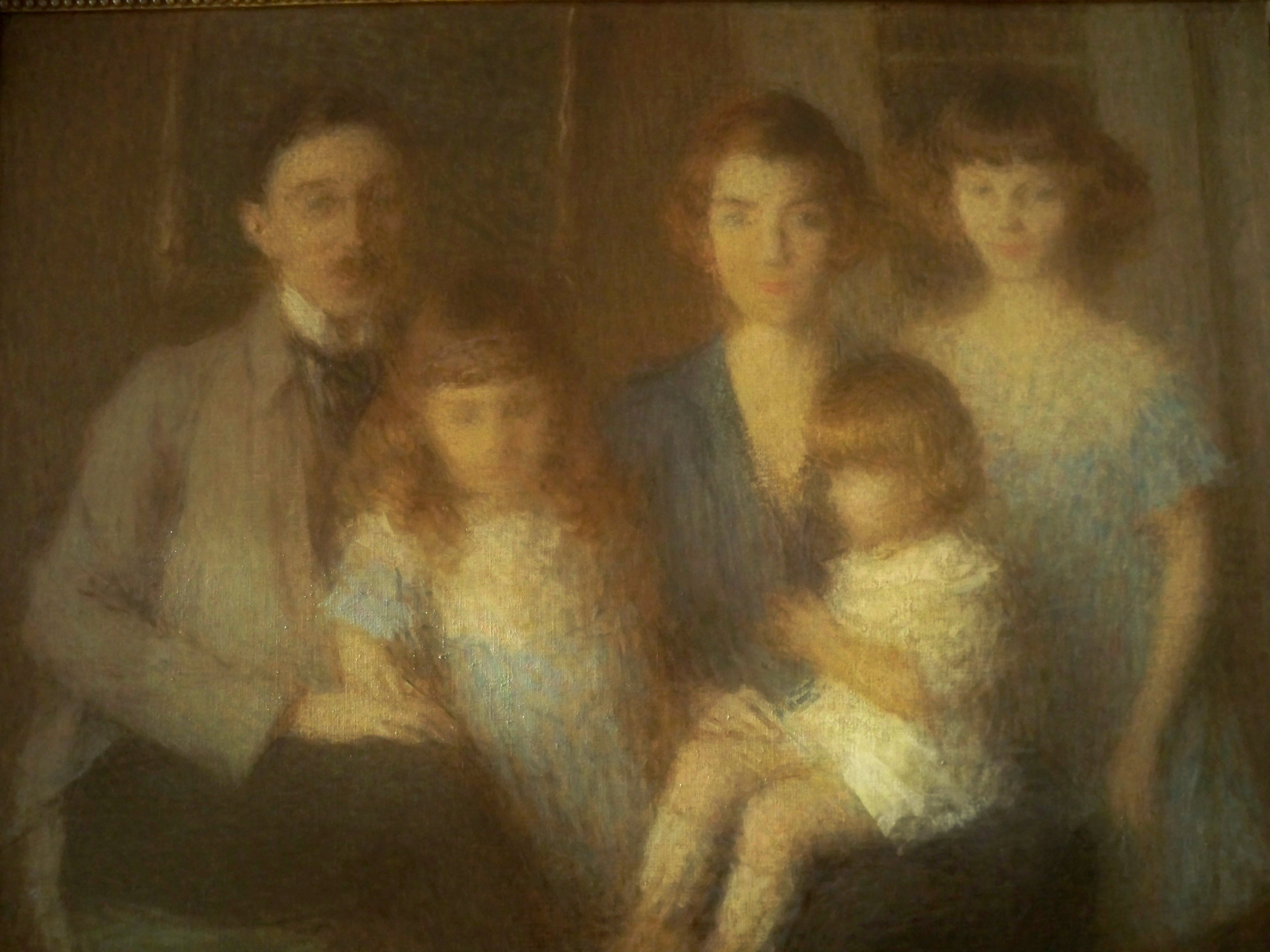
「Jacques Sainsèreの家族」(1921)